# 水银竹
水银竹（学名：Indocalamus sinicus）为禾本科箬竹属下的一个种。其种加词“Sinicus”意为“中华的”。